# Margit Sandemo
Margit Sandemo (née le 23 avril 1924 à Østre Toten en Norvège et morte le 1er septembre 2018 à Skillinge en Suède) est une écrivaine norvégienne de fantasy.

## Œuvres
- Sandemo-serie (1964-1981)
- Sagan om Isfolket (1982-1989)
- Häxmästaren (1991-1994)
- Legenden om Ljusets rike (1995-1999)
- De svarta riddarna (2000-2003)
- Blåljus! (2004)
- Trollrunor (2005-2018)